# Laphria leucoprocta
Laphria leucoprocta är en tvåvingeart som beskrevs av Christian Rudolph Wilhelm Wiedemann 1828. Laphria leucoprocta ingår i släktet Laphria och familjen rovflugor. Inga underarter finns listade i Catalogue of Life.